# Souani
Souani (în arabă السوانى) este o comună din provincia Tlemcen, Algeria.
Populația comunei este de 9.513 locuitori (2008).